# 아니마 엘!

아니마 엘!(アニマエール!)는 우노하나 츠카사가 원작한 일본의 네 컷 만화 작품이다. 호분샤의 망가타임 키라라 캐럿에서 2016년 4월호부터 발간 개시했다.

## 스토리
중학교 3학년의 하토야 코하네는 졸업을 앞둔 3월, 하천 부지로 치어의 일당이 야구 응원하는 광경을 보고그녀의 안에 있던 세계는 일변하다. 그리고 2주가 지나 4월이면 고등학교에 입학한 코하네는 당장 치어부로의 입부를 일관도 치어부가 존재하지 않음을 알고 낙담하지만, 이 내밀은 입학식에서 그때의 치어 안에 있던 아리마 히즈메를 만난다. 이를 운명이라고 느꼈다 이 깃은 자신의 손으로 치어부를 만들겠다고 다짐하고, 그 때문에 부를 모으기에 동분서주하게 된다. 이 깃은 먼저 발굽 권유에 성공했고, 그 후도 소꼽친구인 사와타리 우키, 클래스메이트 타테지마 코테츠를 계속 영입, 드디어 염원의 치어 동호회를 창설한다. 그리고 코하네들 치어 동호회는 동아리 활동 중 하나가 되어 응원을 찾는 사람들에게 성원을 바래다준다.